# Jakovljev Jak-15
Jakovljev Jak-15, (NATO oznaka: Feather) je bil sovjetski enomotorni reaktivni lovec, ki so ga razvili v biroju Jakovljev kmalu po koncu 2. svetovne vojne. Za pogon je uporabljal turboreaktivni motor Klimov RD-10, ki je bil v bistvu kopiran Junkers Jumo 004. Jak-15 in Saab 21R sta edini uspešni reaktivni letali, ki sta bili predelani iz propelerskih. Jak-15 je bil sicer definiran kot lovec, vendar se je večinoma uporabljal kot šolsko letalo.

## Specifikacije (Yak-15)
Podatki iz OKB Yakovlev: A History of the Design Bureau and Its Aircraft; Gordon and Kommissarov, p. 161
Splošne značilnosti
- Posadka: 1
- Dolžina: 8,7 m (28 ft 7 in)
- Razpon kril: 9,2 m (30 ft 2 in)
- Površina kril: 14,85 m2 (159,8 sq ft)
- Teža praznega letala: 1.852 kg (4.083 lb)
- Bruto teža: 2.638 kg (5.816 lb)
- Kapaciteta goriva: 590 kg (1.300 lb)
- Pogon letala: 1 × Klimov RD-10 turboreaktivni motor, 8,8 kN (2.000 lbf) potisk motorjev

Zmogljivost
- Maks. hitrost: 786 km/h (488 mph; 424 kn)
- Bojni dolet: 510 km (317 mi; 275 nmi)
- Višina leta: 12.000 m (39.370 ft)
- Hitrost vzpenjanja: 21,6 m/s (4.250 ft/min)
- Obremenitev kril: 197 kg/m2 (40 lb/sq ft)

Oborožitev

- Strelno orožje: 2× 23 mm Nudelman-Suranov NS-23 cannon with 60 rounds each